# Сілезький музей (Катовиці)
Катови́цький сіле́зький музе́й (пол. Muzeum Śląskie w Katowicach) — польський музей у Сілезії. Створений ухвалою Сілезького сейму від 23 січня 1929 року, діяв до початку війни в 1939 році. Поновив діяльність у 1984, внесений у Державний реєстр музеїв у 2006 році.
До найцінніших набутків Сілезького музею належать колекції: польського живопису до і після 1945 (яка включає твори Юзефа Хелмонського, Артура Гроттгера, Тадеуша Маковського, Яцека Мальчевського, Яна Матейка, Юзефа Мегоффера і Станіслава Виспянського), мистецтва непрофесіоналів (примітивізм, Ар Брют, народне мистецтво тощо), художньої та документальної фотографії, польського плакату, а також розлога етнографічна добірка та зібрання польської сценічної пластики.
У 2012 році Сілезький музей відкрив перший постійний екскурсійний маршрут для незрячих і слабозорих. Також він реалізує освітні та мистецькі проекти: Святкова кінна прогулянка зі Сілезьким музеєм, Фестиваль нової сценографії, Арт-візія, Театраліум. Заклад бере активну участь у таких проектах, як Ніч музеїв і Метрополітарна ніч театрів. Співпрацює зі Сілезькими музеями з Опави і Герліца, Словацькою національною галереєю і музейними закладами Фінляндії та Італії.
Сілезький музей проводить дослідження:
- археологічні
- історичні
- етнографічні
- з непрофесійних пластичних мистецтв і документації краю тощо.